# Kabupaten de Purwakarta
Le kabupaten de Purwakarta, en indonésien Kabupaten Purwakarta, est un kabupaten d'Indonésie situé dans la province de Java occidental.

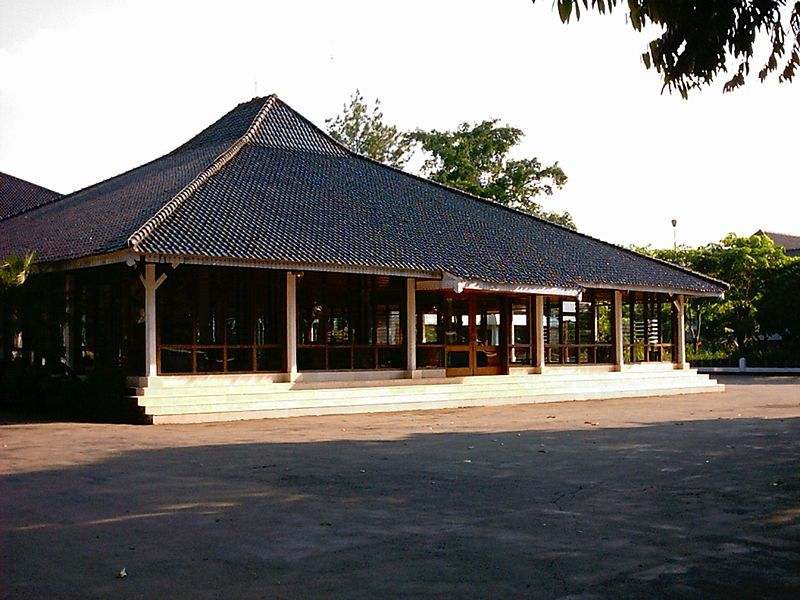
Pendopo (pavillon de réception) du bureau du bupati de Purwakarta

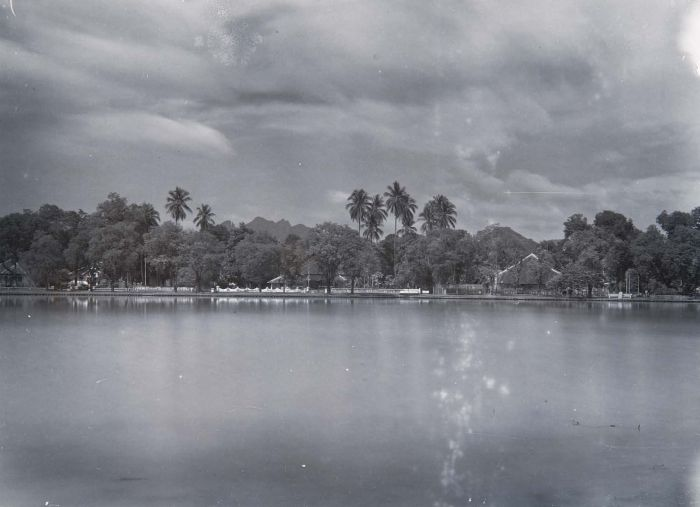
L'étang Situ Buleud à Purwakarta

## Géographie
Purwakarta est bordé :
- Au nord, par le kabupaten de Karawang,
- À l'est, par celui de Subang,
- Au sud, par celui de Bandung et
- À l'ouest, par celui de Cianjur.

## Histoire
En 1830, le bupati (préfet) de Karawang, R. A. Suriawinata, procède au déplacement du chef-lieu du kabupaten de Wanayasa au village de Sindangkasih et rebaptise celui-ci « Purwakarta ». Ce déplacement est entériné par une besluit (décision) du gouvernement colonial des Indes néerlandaises en 1831.
Des travaux sont alors entrepris, comme le comblement de marais, le creusement d'un étang, et la construction de divers bâtiments administratifs et d'une mosquée.

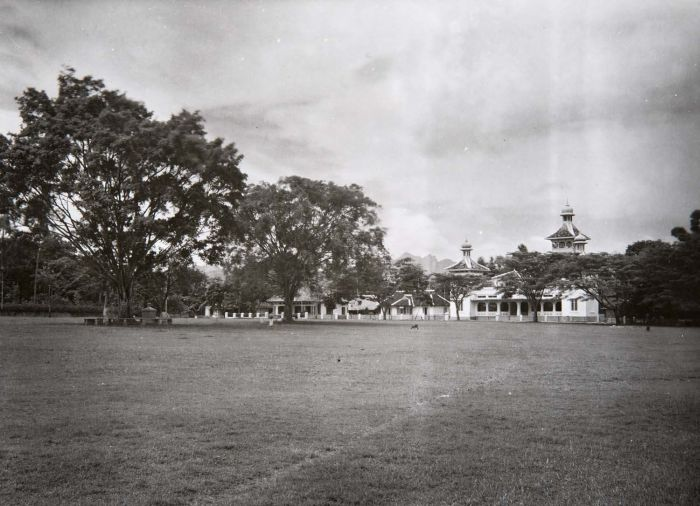
Vue de lalun-alun (place centrale) et de la mosquée de Purwakarta dans les années 1930

En 1949, l'État fantoche du Pasundan procède à la division en deux du kabupaten de  Karawang. La partie orientale devient le kabupaten de Purwakarta, avec comme chef-lieu Subang tandis que la partie occidentale garde le nom de kabupaten de Karawang.
En 1950, le chef-lieu du kabupaten est déplacé à Purwakarta. 
En 1968, le kabupaten de  Subang est créé par détachement de celui de Purwakarta.

## Économie

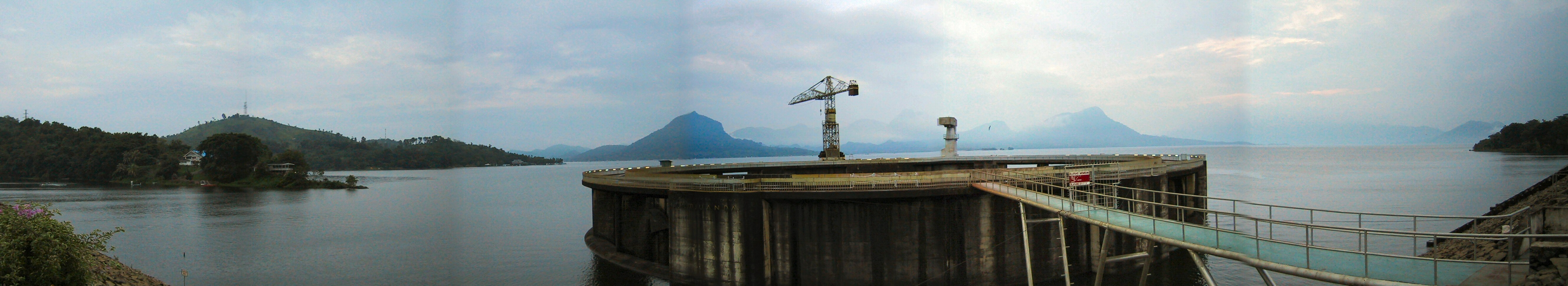
Le lac de barrage de Jatiluhur

Dans les années 1960, le gouvernement indonésien a fait construire dans la région de Purwakarta le barrage de Jatiluhur, destiné à la production d'électricité et surtout, à l'utilisation des eaux du fleuve Citarum pour l'irrigation de Java occidental.

## Personnalités
- Siti Rukiah (1927-1996) : femme de lettres